# Gorenje Polje, Dolenjske Toplice
Gorenje Polje je vas v Občini Dolenjske Toplice. Stoji ob reki Krki, ki je poleti priljubljeno kopališče za prebivalce vasi.